# NGC 2501
NGC 2501 في الفهرس العام الجديد، هي مجرة، تقع في كوكبة الكوثل. اكتشفت في 14 فبراير 1836 بواسطة جون هيرشل.

## روابط خارجية
- NGC 2501 على موقع ويكي سكاي: DSS2, SDSS, GALEX, IRAS, Hydrogen α, X-Ray, Astrophoto, Sky Map, Articles and images